# Soffio al cuore (film)
Soffio al cuore (Le souffle au cœur) è un film del 1971 diretto da Louis Malle, ambientato nella Francia dei primi anni '50.

## Trama
Il quattordicenne Laurent è l'ultimo di tre figli di una facoltosa famiglia di Digione. Il padre, un introverso ginecologo, si cura poco dei figli. Invece la madre, una casalinga di origini fiorentine, è l'esatto contrario. Molto legata ai figli, soprattutto a Laurent, ha una personalità cordiale, vitale ed espansiva. Tra ragazzate (il giovane Laurent è incallito fumatore) e bravate giovanili (furti in negozi di dischi, scherzi al prete con tendenze pedofile), il giovane Laurent compie un personalissimo viaggio di scoperta del sesso, grazie soprattutto ai due fratelli maggiori (che lo portano a un bordello per fargli avere "la prima esperienza sessuale") e ad un rapporto incestuoso, durante una vacanza in cui rimangono loro due soli, con la madre.